# Rezervația forestieră Pângărați
Rezervația forestieră Pângărați este o arie protejată de interes național ce corespunde categoriei a IV IUCN (rezervație naturală de tip forestier) situată în județul Neamț, pe teritoriul administrativ al comunei Pângărați.

## Localizare
Aria naturală se află în Munții Stânișoarei pe versantul stâng al pârâului Pângărați, între pârâul cu Brazi și pâraul Văcăriei la o altitudine de 700 m, în partea nordică a satului Poiana.

## Descriere
Rezervația naturală cu o suprafață de 2 hectare (după alte surse 3,442 hectare), reprezintă o zonă împădurită cu rol de protecție pentru specii arboricole de tisă (Taxus baccata). Deține aproximativ 500 de exemplare ale acestui arbore. În arealul de interes - aflat într-o zonă cu alunecări de teren, împăduririle efectuate pentru consolidarea stabilității versantului au utilizat - în amestec - și arboret de brad, pin, molid, fag, carpen, ienupăr, sânger, corn, alun.
Este una din cele trei rezervații de tisă din țară, fiind singurul loc din Neamț unde se întâlnește acest arbore în mod compact, pe o suprafață relativ mare.
Ca și caracteristică, se descrie faptul că habitatul se găsește la o altitudine mult mai mică decât cel obișnuit și multe exemplare de tisă au vârsta de peste 90 de ani.

## Istoric
Declarată inițial arie ocrotită de interes local prin Hotărârea Consiliului Județean Neamț Nr. 15 din 23.12.1994, a fost declarată arie protejată prin Legea Nr.5 din 6 martie 2000 (privind aprobarea Planului de amenajare a teritoriului național - Secțiunea a III-a - zone protejate).
Prin Hotărârea Guvernului României Nr. 80 din 08 februarie 2012 privind modificarea anexei nr. 12 la Hotărârea Guvernului nr. 1.705/2006 pentru aprobarea inventarului centralizat al bunurilor din domeniul public al statului, Rezervația forestieră Pângărați, aflată în administrarea Ministerului Mediului și Pădurilor, a fost evaluată la 30.733 lei.
Prin Contractul Administrare Nr. 199/21.07.2010, Rezervația forestieră Pângărați a fost dată în administrare persoanei juridice Ecomoldavia cu adresa poștală în satul Oanțu, comuna Pângărați, județul Neamț.